# Monica Grimsrud
Monica Grimsrud (ur. 29 marca 1983) – norweska lekkoatletka specjalizująca się w skoku o tyczce.

## Osiągnięcia
- 7. miejsce podczas europejskiego festiwalu młodzieży (Esbjerg 1999)[1]
- reprezentantka kraju w zawodach Pucharu Europy[1]
- trzykrotna złota medalistka mistrzostw kraju na stadionie[2]

## Rekordy życiowe
- skok o tyczce (stadion) - 3,71 (2002)[3]
- skok o tyczce (hala) - 3,70 (2001)[3]